# Электрические сети Армении
ЗАО «Электрические сети Армении» — компания, осуществляющая деятельность по передаче и распределению электроэнергии на территории Республики Армения. Компания является единственным в стране лицом, с которым все остальные юридические и физические лица имеют право осуществлять операции по покупке или продаже электроэнергии. Штаб-квартира компании находится в г. Ереване.

## История
ЗАО «Электрические сети Армении» зарегистрировано в апреле 1997 года в г. Ереване и — после присоединения к нему в мае 2002 года трех региональных электрических сетей (ЗАО «Северная электрическая сеть», ЗАО «Южная электрическая сеть» и ЗАО «Центральная электрическая сеть») — приватизировано в ноябре 2002 года путём продажи 100 % её акций компании Midland Resources Holding Ltd (англ.).
В июне 2005 года на основании договора между компаниями Interenergo B.V. и Midland Resources Holding Ltd (англ.). ЗАО «Электрические сети Армении» перешло под контроль группы ИНТЕР РАО ЕЭС, а в июне 2006 года 100 % акций компании были приобретены компанией Interenergo B.V., являющейся дочерним обществом ОАО (на момент покупки — ЗАО) «ИНТЕР РАО ЕЭС». С сентября 2015 года 100 % акций компании контролируются Группой "Ташир".

## Регулирование тарифов
Компания является естественной монополией в области покупки и продажи электроэнергии. Согласно закону РА «Об энергетике», тарифы покупки и продажи компанией электроэнергии на внутреннем рынке, а также тарифы на услуги по транзиту и диспетчеризации, оказываемые компании, устанавливаются Комиссией по регулированию общественных услуг РА Архивная копия от 12 октября 2019 на Wayback Machine (англ.).
Методология образования тарифов изложена в приложении к лицензии компании и закреплена в договоре купли-продажи акций ЗАО, заключенном в 2002 году между правительством Армении и Midland Resources Holding Ltd. Базовым принципом методологии тарифообразования для ЗАО «Электрические сети Армении» является компенсация стоимости привлеченного и собственного капитала через устанавливаемые государством тарифы (Regulatory Asset Base).

## Производственная деятельность
Компания осуществляет свою деятельность посредством обслуживания принадлежащих ей воздушных и кабельных линий электропередачи, подстанций и распределительных пунктов напряжением от 0,4 до 110 кВ.
По состоянию на конец 2008 года Компании принадлежали:
- 8112 подстанций и трансформаторных пунктов, в том числе:
  - 101 подстанция 110 кВ общей установленной мощностью 4500 МВА,
  - 219 подстанции 35 кВ общей установленной мощностью 1665 МВА,
  - 7 792 трансформаторных пунктов 6(10) кВ общей установленной мощностью 3540 МВА;
- 258 распределительных пунктов 6(10) кВ;
  - 24,2 тыс. км воздушных линий электропередачи, в том числе:
  - 2,8 тыс. км воздушных линий электропередачи напряжения 110 кВ,
  - 2,3 тыс. км воздушных линий электропередачи напряжения 35 кВ,
  - 8,0 тыс. км воздушных линий электропередачи напряжения 6(10) кВ,
  - 11,1 тыс. км воздушных линий электропередачи напряжения 380 В;
- 5,6 тыс. км кабельных линий электропередачи, в том числе:
  - 0,1 тыс. км кабельных линий электропередачи напряжения 35 кВ,
  - 3,2 тыс. км кабельных линий электропередачи напряжения 6(10) кВ,
  - 2,3 тыс. кабельных линий электропередачи напряжения 380 В.

Компания не занимается производством, реализуя электроэнергию, приобретаемую у электростанций Армении.
Компания обслуживает около 850 тыс. потребителей. ЗАО «Электрические сети Армении» является крупнейшим работодателем в Армении — численность персонала компании составляет 7,5 тыс. человек.
Общий объем реализации электроэнергии за 2009 год составил 4,4 млрд  кВт⋅ч. Потери электроэнергии в сети компании составили 12,9 % от общего объема поступления в сеть. На внутреннем рынке наиболее массовым потребителем остаётся население, на долю которого за 2009 год приходится 34,6 % реализации компанией электроэнергии на внутреннем рынке, на долю промышленности приходится 25,1 % реализованной Компанией электроэнергии на внутреннем рынке.